# Kelliher (Minnesota)
Kelliher – miasto w Stanach Zjednoczonych, w stanie Minnesota, w hrabstwie Beltrami.